# Collectie 500
Collectie 500 is een collectie stripalbums uitgegeven door uitgeverij Talent. In deze collectie verscheen tussen 1989 en 2006 tweehonderdzevenenveertig albums van uiteenlopende auteurs verspreid over 83 reeksen. De collectie omvat reeksen als  Lanfeust van Troy, De vierde kracht, Universal War One en Moréa. De albums verschenen in oplages van 500 exemplaren en bevatten meest science fiction en fantasie verhalen.  
Kenmerkend voor deze collectie is ook het grote aantal nieuw opgestarte reeksen, waarvan slechts het eerste nummer verscheen en die geen vervolgen kregen.